# Путешествие из Москвы в Петербург
«Путешествие из Москвы в Петербург» — литературно-публицистическое произведение Александра Пушкина, написанное в 1833—1835 годах и впервые изданное после смерти автора, в 1841 году.

## Содержание и история текста
«Путешествие» представляет собой рассказ Пушкина о размышлениях, связанных с проблемами современной ему России. На эти мысли автора натолкнула книга Александра Радищева «Путешествие из Петербурга в Москву», взятая им в дорогу. Пушкин пишет о крепостном праве, о цензуре, о положении дел на Западе, о писательской этике, о политических и экономических изменениях, происходящих в стране.
Пушкин работал над «Путешествием» в 1833—1835 годах. Произведение осталось незаконченным и не получило названия. Оно впервые увидело свет после смерти автора — в 1841 году, в 11-м томе собрания сочинений, причём текст был сокращён цензорами. Долгое время его публиковали как «Мысли в дороге», но с 1933 года считается общепринятым название «Путешествие из Москвы в Петербург».